# Selin Demiratar
Selin Demiratar (* 20. März 1983 in Erzincan) ist eine türkische Schauspielerin.

## Leben und Karriere
Demiratar wurde am 20. März 1983 in Erzincan geboren. Das Schauspiel lernte sie am Antalya Municipal Theatre. 1999 nahm sie an der Miss Globe Turkey teil und wurde dritte. Ihr Debüt gab sie 2001 in der Fernsehserie 90-60-90. Ihren Durchbruch hatte sie 2005 in der Serie Acı Hayat. Zwischen 2008 und 2010 spielte sie in Adanalı die Hauptrolle. 2012 trat sie in Huzur Sokağı auf. 2020 heiratete sie Mehmet Ali Çebi.

## Filmografie
Filme
- 2002: Abdülhamit Düşerken
- 2005: Şaşkın
- 2007: O Kadın
- 2012: Patlak Sokaklar: Gerzomat

Serien
- 2001: 90-60-90
- 2002–2004: Koçum Benim
- 2003–2004: Lise Defteri
- 2004: Sular Durulmuyor
- 2005–2007: Acı Hayat
- 2008: Dur Yolcu
- 2008: Gazi
- 2008–2010: Adanalı
- 2011: Şüphe
- 2012–2014: Huzur Sokağı